# Adetus albosignatus
Adetus albosignatus là một loài bọ cánh cứng trong họ Cerambycidae.